# Station Uitgeest
Station Uitgeest is een spoorwegstation, gelegen in de Noord-Hollandse gemeente Uitgeest. Het is aangelegd op het punt waar de spoorlijn Haarlem - Uitgeest (km 18,0) aansluit op de lijn Den Helder - Amsterdam (km 57,7).

## Geschiedenis
Station Uitgeest heeft globaal gezien vier grote bouwperioden meegemaakt: 1866, 1969, 1990 en 2006.
Het eerste gebouw kwam in 1866/1867 gereed met de aanleg van het traject Haarlem - Uitgeest en Staatslijn K. Tot 1878 vormden deze twee lijnen de enige ononderbroken spoorweg tussen Den Helder en Amsterdam, aangezien de techniek er nog niet was om het toenmalige IJ bij Zaandam te overbruggen. Uitgeest was, zeker in die tijd, een klein en weinig beduidend dorp, maar kreeg desondanks een groot stationsgebouw: een laag en langgerekt middendeel, waarvan de middengevel iets naar voren uitstak, gecombineerd met twee hogere eindgebouwen. Aan de overkant van het spoor was een overdekt eilandperron aangelegd, die het via een luchtbrug met het hoofdgebouw verbond.
In 1969 werd dit pand gesloten en afgebroken, waarna er een sober gebouwtje van de hand van Cees Douma op het eilandperron werd opgericht. Ook nu vormde een (nieuwe) luchtbrug de verbinding met het omliggende gebied.
In 1990 bracht Ir. J. Bak vernieuwingen aan in de vorm van moderne overkappingen over de stationsgebouwen en een voetgangerstunnel in plaats van een luchtbrug. Bij de tunnelingang aan de noordzijde van het spoor kwam een nieuw zijperron met een loket te staan.

### Huidige situatie
Sinds 1990 is er aan het uiterlijk van het stationsgebouw weinig meer veranderd. In verband met een beoogde verhoging van treinfrequenties werd besloten om de nabijgelegen overweg te vervangen door een autotunnel. Hierdoor is sinds 2005 de neventoegang vanaf deze overweg naar het eilandperron komen te vervallen. Daarnaast is het loketgebouw van het noordelijke zijperron gesloopt om ruimte te maken voor een bredere fiets- en voetgangerstunnel. In 2006 kwam het nieuwe toegangsgebouw van Henk Woltjer gereed, dat de noordelijke ingang van deze tunnel overspant.

### Toekomst
In verband met Programma Hoogfrequent Spoorvervoer/Spoorboekloos rijden zal Uitgeest een perron erbij krijgen. Tevens zal de toegang vanuit de fietstunnel naar de perrons worden afgesloten en een nieuwe loopbrug gebouwd worden om zowel vanuit de noord- als de zuidzijde de eilandperrons te bereiken. Er is onderzoek gedaan of er een opstelterrein voor treinen in de buurt van het station gebouwd moest worden, dit plan gaat echter niet door.

## Treinen
In de dienstregeling 2025 stoppen de volgende treinseries op station Uitgeest:
| Serie | Treinsoort    | Route                                                                                      | Bijzonderheden |
| ----- | ------------- | ------------------------------------------------------------------------------------------ | --- |
| 4000  | Sprinter (NS) | Uitgeest – Zaandam – Amsterdam Centraal – Breukelen – Woerden – Gouda – Rotterdam Centraal | |
| 4800  | Sprinter (NS) | Amsterdam Centraal – Haarlem – Uitgeest – Alkmaar – Hoorn                                  | Rijdt vanaf 20:00 uur één keer per uur tussen Alkmaar en Hoorn.                                                                                                  |
| 14800 | Sprinter (NS) | Uitgeest – Beverwijk – Haarlem – Amsterdam Centraal                                        | Rijdt enkel eenmaal in de late vrijdag- en zaterdagavond en alleen richting Amsterdam Centraal.                                                                  |
| 7400  | Sprinter (NS) | Uitgeest – Zaandam – Amsterdam Centraal – Breukelen – Utrecht Centraal – Driebergen-Zeist  | Rijdt alleen tijdens de brede spitsuren, waarbij net na de ochtendspits en net vóór de middagspits enkel tussen Uitgeest en Utrecht Centraal v.v. wordt gereden. |

## Buslijnen
Aan de noordzijde van station Uitgeest bevindt zich een bushalte. De volgende bussen stoppen hier:
| Concessiegebied     | Lijn | Bestemming         | Via       |
| ------------------- | ---- | ------------------ | --------- |
| Connexxion          |      |                    |           |
| Haarlem / IJmond    | 71   | Beverwijk, Station | Heemskerk |
| Noord-Holland Noord | 163  | Alkmaar, Station   | Akersloot |

## Voorzieningen
- Fietskluizen
- OV-fiets
- Toilet

## Ontwikkeling aantal reizigers
Het aantal door NS vervoerde reizigers (per gemiddelde werkdag) ontwikkelde zich sedert 2019 als volgt:
| Jaar | Aantal reizigers |
| ---- | ---------------- |
| 2019 | 5.976            |
| 2020 | 2.788            |
| 2021 | 2.915            |
| 2022 | 3.802            |
| 2023 | 4.487            |
| 2024 | 4.496            |

## Afbeeldingen

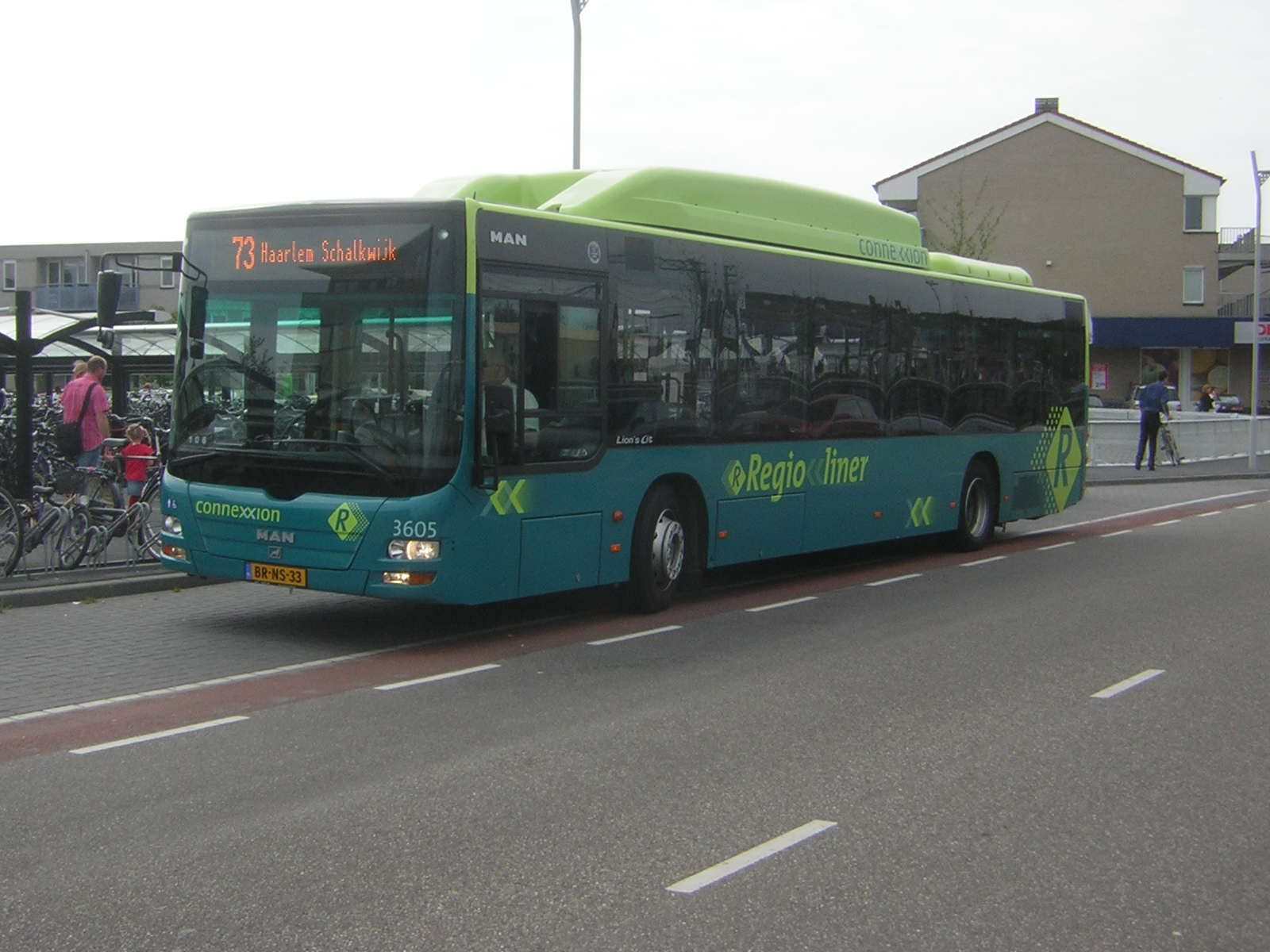
MAN Lion's City op station Uitgeest
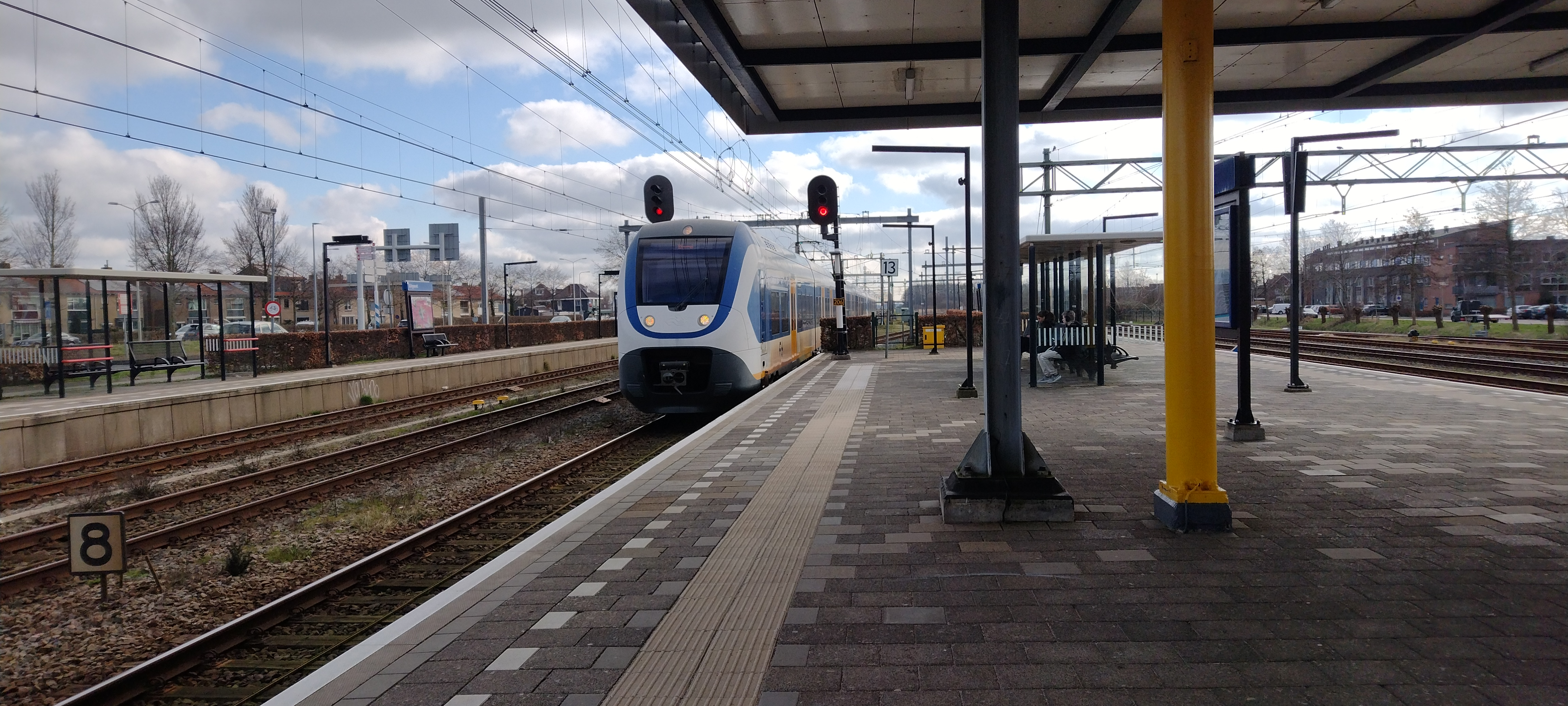
SLT op het station
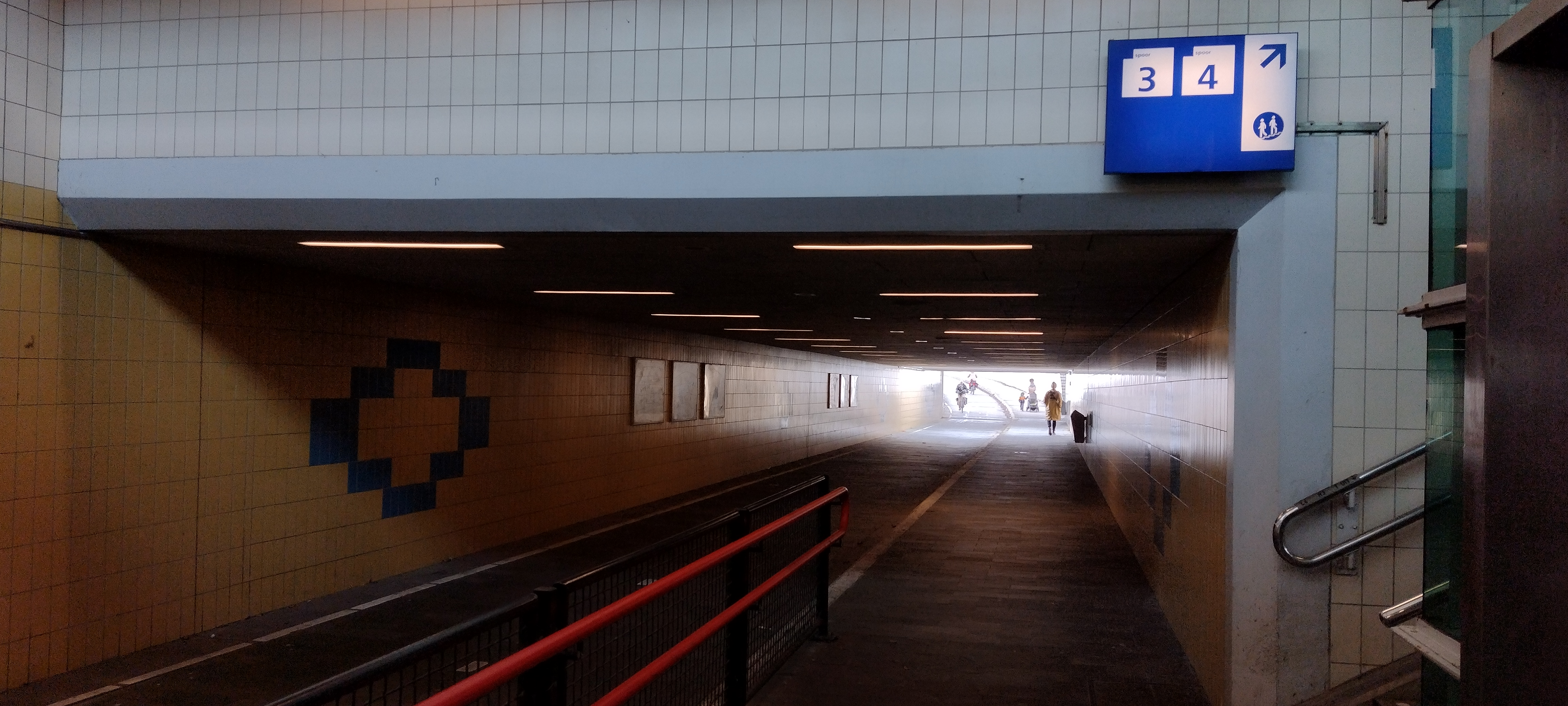
Tunnel onder de sporen
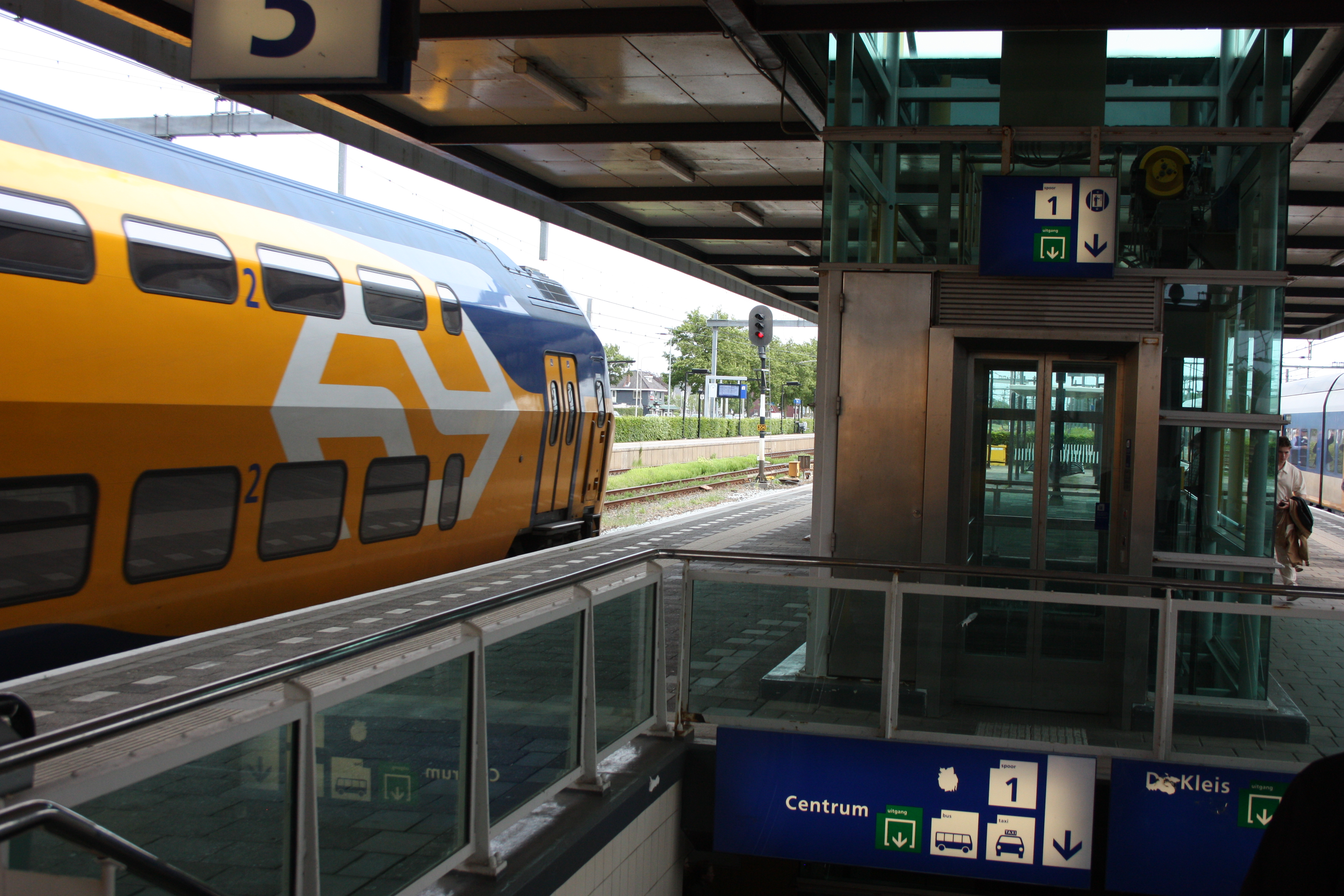
Het perron